# Lédenon
Lédenon là một xã trong tỉnh Gard thuộc vùng Occitanie, phía nam nước Pháp. Xã Lédenon nằm ở khu vực có độ cao trung bình 100 mét trên mực nước biển.